# Joan I de Portugal
Joan I de Portugal, dit el Gran o el de Bona Memòria (Lisboa, 1357 - ibíd., 1433) fou rei de Portugal (1385-1433), el primer de la dinastia Avís.

## Orígens familiars
Nasqué l'11 d'abril de 1357 a la cort portuguesa sent fill natural del rei Pere I de Portugal i Teresa Gille Lourenço. Fou germà bastard del també rei Ferran I de Portugal.
L'any 1364 fou consagrat Gran Maestre de l'Orde d'Avís.

## Ascens al tron
A la mort del seu germanastre Ferran I de Portugal, l'últim rei de la dinastia Borgonya, sense hereus mascles, l'hereva legal del regne fou la seva filla Beatriu de Portugal, la qual fou coronada reina el mateix dia de la mort d'en Ferran.
El casament d'aquesta amb el rei Joan I de Castella, en virtuts de pactes entre Castella i Portugal, semblà entreveure la fi de la independència del regne de Portugal i la seva submissió a la Corona de Castella. Aquesta fou la raó per la qual els nobles, així com les classes populars, es van oposar a aquest fet i el 6 d'abril de 1385 les Corts portugueses reunides a Coïmbra van declarar l'infant Joan, Gran Mestre de l'Ordre d'Avís, nou rei de Portugal amb el nom de Joan I de Portugal.
Aquest nomenament va ser vist per Beatriu i el seu espòs, Joan I de Castella, com una declaració de guerra contra Castella i Lleó, ja que suposava el destronament de Beatriu. El rei castellà llavors envaí el país amb la intenció d'assetjar Lisboa i destronar el nou rei. El nou monarca lusità envià un exèrcit a l'encontre del castellà i el 14 d'agost de 1385 el derrotà a la batalla d'Aljubarrota en la qual Beatriu perdé tots els seus drets sobre el tron de Portugal.

## Núpcies i descendents
Es casà l'11 de febrer de 1387 a Porto amb Felipa de Lancaster, filla del príncep Joan de Gant, duc de Lancaster, i neta per tant d'Eduard III d'Anglaterra. D'aquesta unió nasqueren:
- la infanta Blanca de Portugal (1388-1389)
- l'infant Alfons de Portugal (1390-1400)
- l'infant Eduard I de Portugal (1391-1438), rei de Portugal
- l'infant Pere de Portugal (1392-1449), Primer Duc de Coïmbra
- l'infant Enric el Navegant (1394-1460), Primer Duc de Viseu
- la infanta Isabel de Portugal (1397-1472), casada el 1430 amb el duc Felip III de Borgonya
- la infanta Blanca de Portugal (1398)
- l'infant Joan el Conestable de Portugal (1400-1442), duc d'Aveiro
- l'infant Ferran de Portugal i Lancaster (1402-1433)

Tingué diversos fills bastards amb Agnès Pires:
- Alfons de Bragança (v 1377-1461), comte de Barcelos i Primer Duc de Bragança
- Beatriu de Portugal (v 1386-1439)

## Regnat
Joan I de Portugal va ser el primer monarca que redactà en llengua vulgar les lleis del seu regne, i executà nombroses obres públiques.
Va conquerir Ceuta, al nord d'Àfrica l'any 1415. Durant el seu regnat van iniciar-se els primers descobriments marítims, gràcies al seu fill Enric el Navegant.
A la seva mort el 14 d'agost de 1433 va ser succeït en el tron pel seu fill Eduard I de Portugal.